# Maksym z Riez
Maksym z Riez (ur. w IV wieku w Decomacum, zm. 27 listopada po 455) – uczeń św. Honorata i opat w klasztorze na leryńskiej wyspie,  pierwszy biskup Riez (ok. 433–460), święty Kościoła katolickiego.
Urodził się pod koniec IV wieku w Prowansji. Wcześnie został zakonnikiem wstępując do klasztoru św. Honorata. Uczestniczył w synodach w Riez (439), Orange (441), Vaison (442), Arles (455) oraz podpisał list biskupów Galii do papieża Leona I.
Pochowano go w kościele św. Piotra w Riez, który sam wybudował. Pochwalną mowę wygłosił Faust – jego następca na stanowiskach opata i biskupa.
W Riez znajduje się zabytkowa kaplica pod wezwaniem św. Maksyma z Riez.